# Mónica Kräuter
Mónica Kräuter (18 de septiembre de 1967) es una química y profesora venezolana de la Universidad Simón Bolívar. Kräuter ganó notoriedad durante las protestas en Venezuela de 2017 debido a su estudio de las bombas de gas lacrimógeno y sus consejos de cómo protegerse contra el mismo.

## Carrera
Mónica Kräuter se graduó como química de la Universidad Simón Bolívar en 1993, con un magíster en química y medio ambiente en 2000, y ha sido profesora de la universidad en el Departamento de Sistemas y Procesos. En 2014 publicó un estudio en el que se analizaron miles de bombas de gas lacrimógeno disparadas por las autoridades venezolanas durante las protestas de ese año. Como resultado de sus hallazgos, que concluían que el gas en cuestión podía ser fatal, recibió decenas de llamadas por teléfono amenazantes y visitas de las fuerzas de seguridad.
Explicó que la mayoría de los cartuchos utilizan el componente principal del gas CS, suministrado por el Cóndor de Brasil, que reúne los requisitos de la Convención de Ginebra, pero que el 72% de los gases lacrimógenos utilizados estaban vencidos y otros recipientes producidos en Venezuela por CAVIM no muestran etiquetas o fechas de vencimiento adecuadas. Kräuter señala que el gas lacrimógeno vencido "se descompone en cianuro, fosgeno y nitrógenos que son muy peligrosos". Kräuter ha advertido contra el uso de vinagre para neutralizar los efectos de los gases lacrimógenos ya que es un ácido, indicando el uso de bicarbonato de sodio o antiácidos tales como Maalox en su lugar.
En 2018 fue listada por Americas Quarterly como una de las 10 Personas Que (Algún Día) Reconstruirán Venezuela.